# Fiskekaker

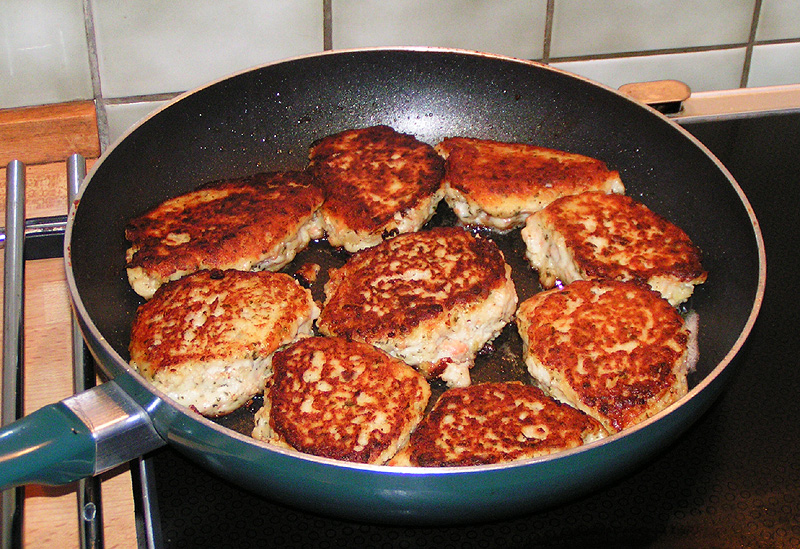
Stekpanna med danska fiskekaker (fiskefrikadeller).

Fiskekaker är en norsk maträtt som i likhet med fiskbullar lagas av fiskfärs med bindemedel och stärkelse (mjöl), men istället för att kokas steks fiskekaker i stekpanna.
Till skillnad från fiskbullar (som nästan uteslutande tillagas av vitfisk) kan många olika fiskarter ingå i fiskekaker, som ofta uppkallas efter den fisksort som används, exempelvis sej, sill, havskatt, kolja eller gädda. I Norge äts fiskekaker ofta med potatis, brunsås och stekt fläsk.
En perfekt tillagad fiskekake ska ha en gyllenbrun yta och genomstekt samt inte innehålla några stora bitar fisk inuti utan ska vara slät.